# Charmont, Marne
Charmont  là một xã thuộc tỉnh Marne trong vùng Grand Est đông nam nước Pháp. Xã có diện tích 22,79 km2, dân số năm 2006 là 226 người.